# Vârful Suru, Munții Făgăraș

Prelucrare 3D în care se poate vedea Vârful Suru, Capul Surului, Şaua Surului, Vârful Budislavu, Vârful Vârtopul Roşu, Zona vârfurilor Ciortea, Culmea Muntelui Vemeşoaia, Vârful Grohotişului şi Capul Gemenilor, Vârful Boia precum şi Lacul Avrig şi Lacul Budislavu. Central se vede Vârful Budislavu.

Vârful Suru, Munții Făgăraș, este un vârf al lanțului munților Făgăraș.  Situat în partea vestică a Făgărașilor, Vârful Suru are o înălțime de 2.281 m.  Comuna Racovița, vechi și prosper așezământ românesc, datat încă din anul 1443, este situată la poalele Vârfului Suru. 

## Galerie de imagini

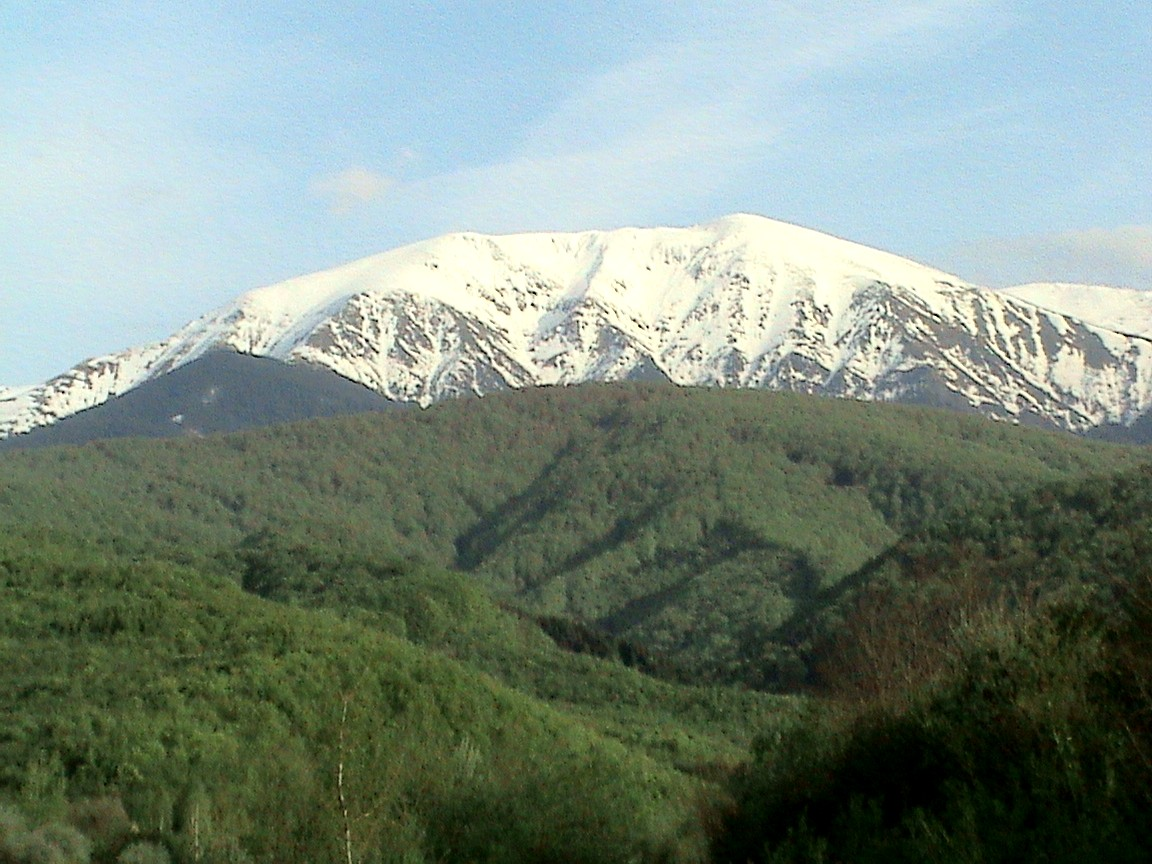
Vârful Suru fotografiat de pe Valea Lupului, Racoviţa
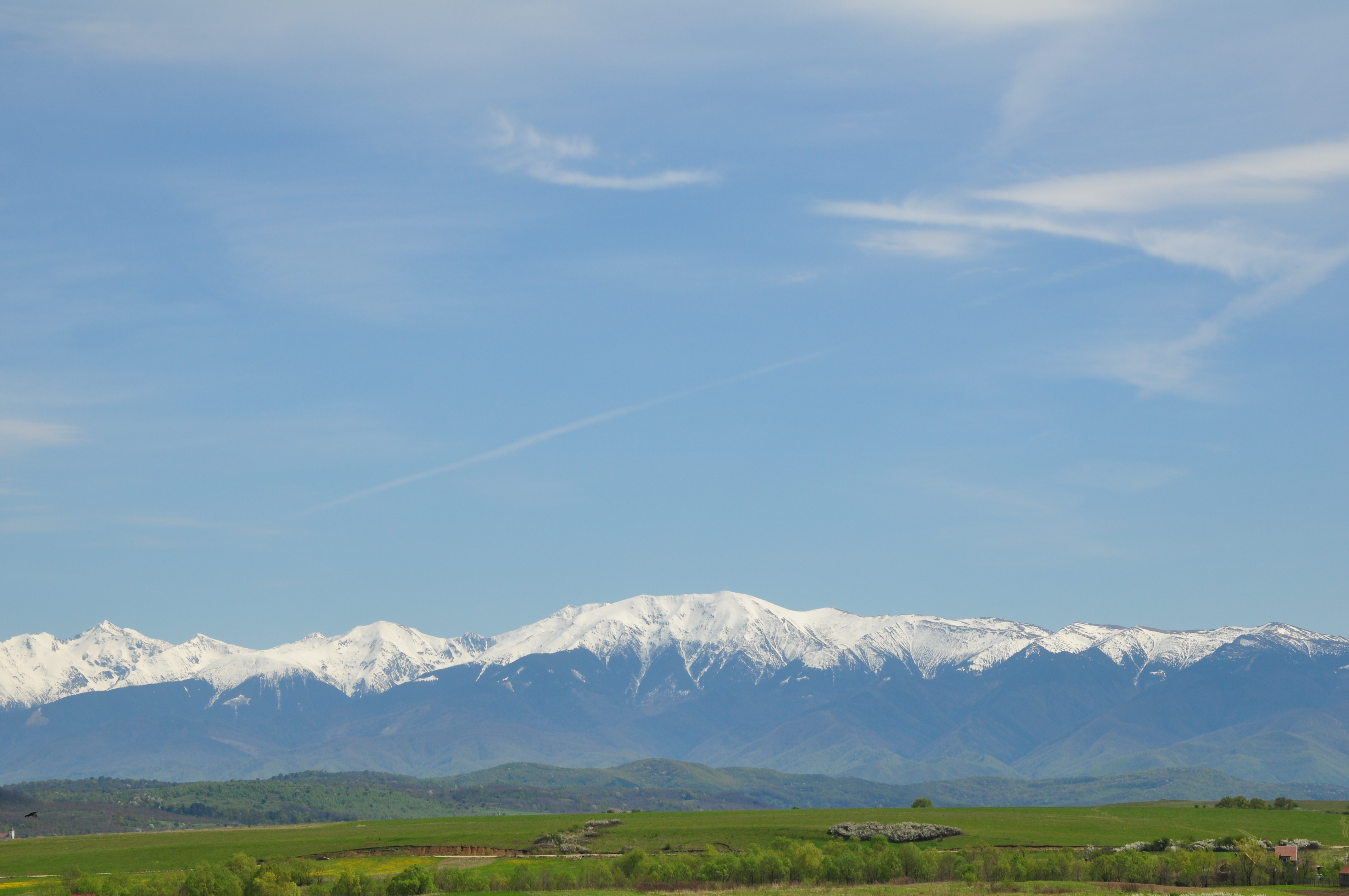
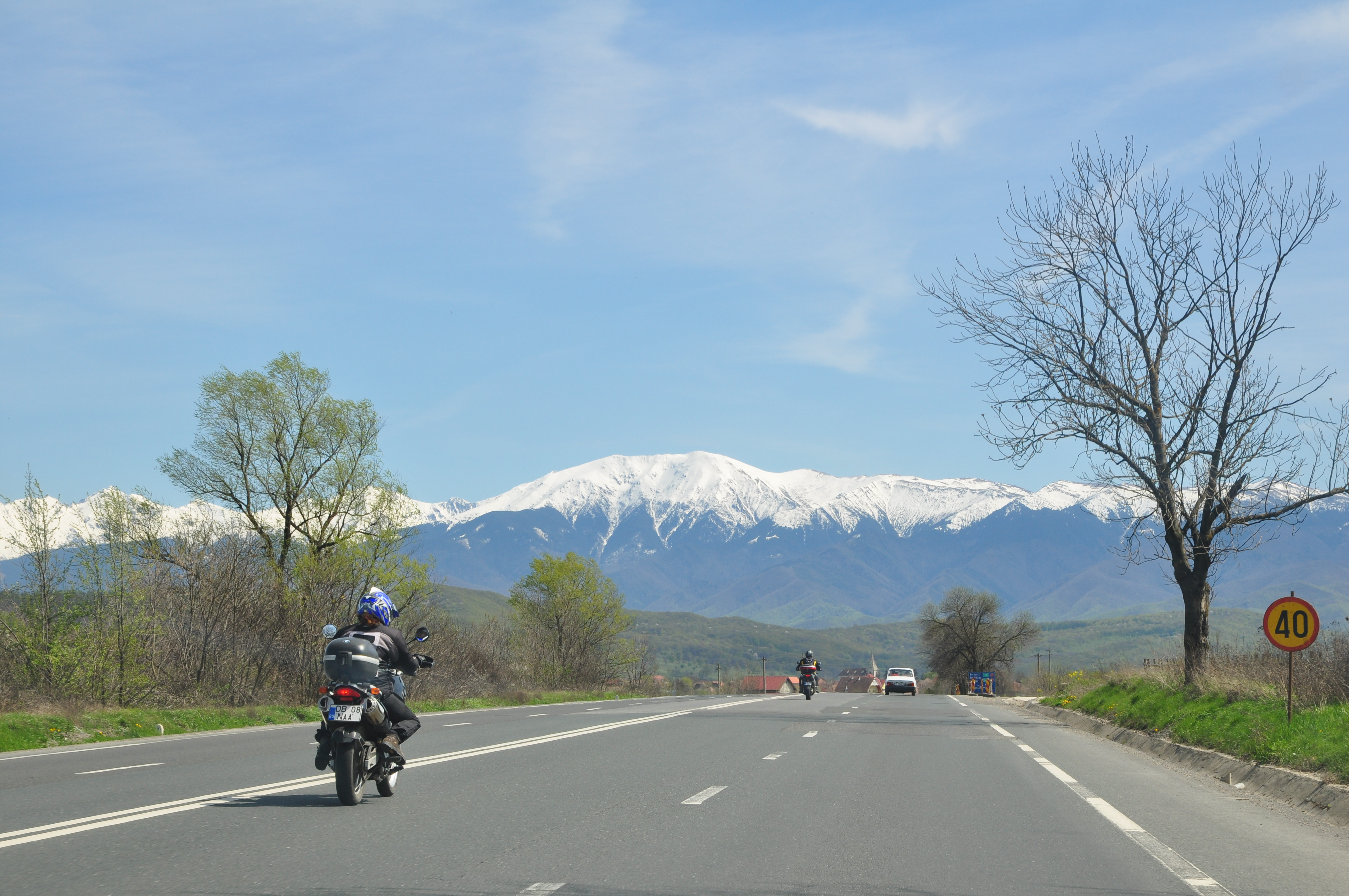
Panoramic virtual în jurul Vârfului Suru
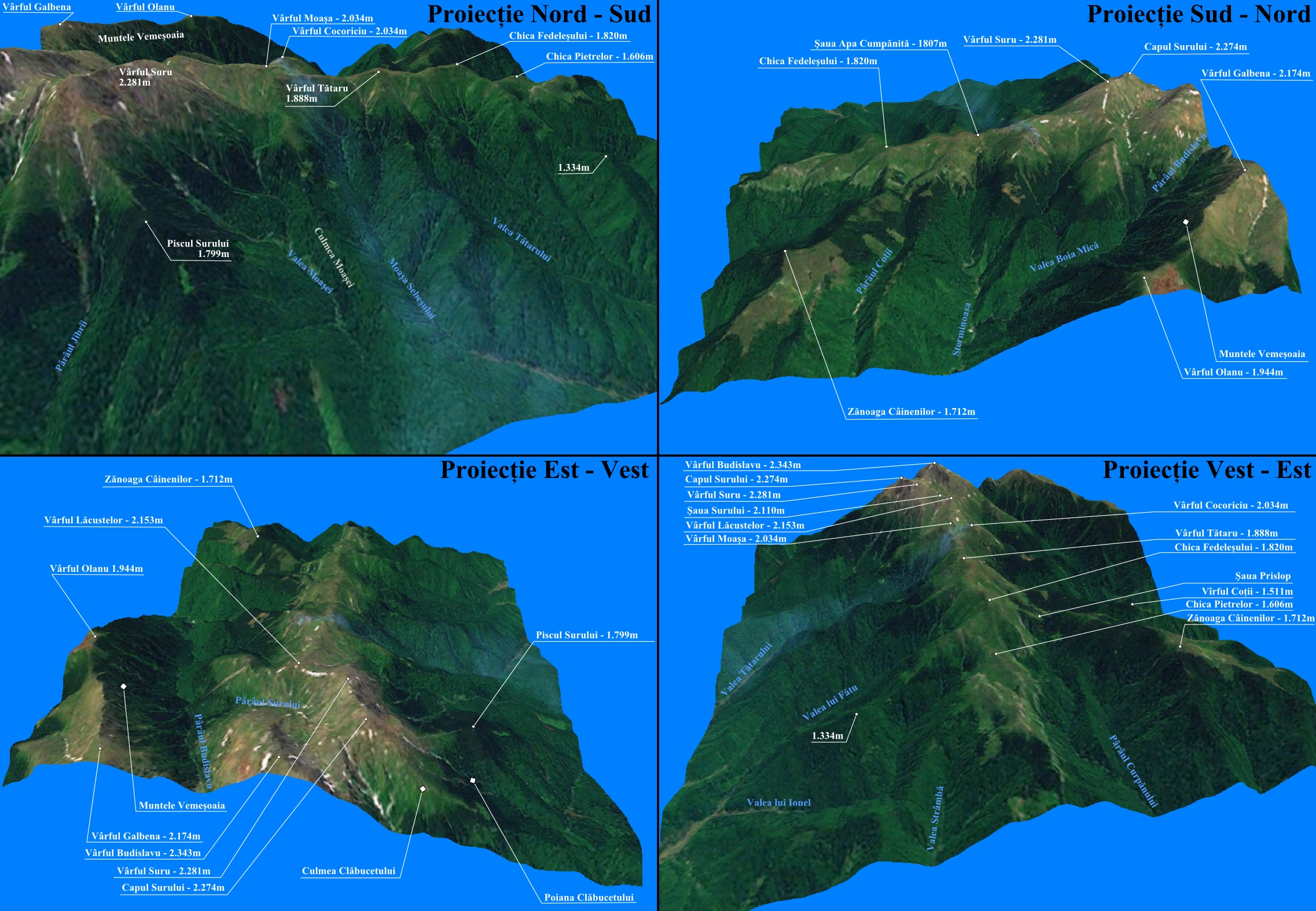
Prelucrare 3D a zonei Vârful Suru - Chica Pietrelor